# Менгден, Михаил Александрович
Барон Михаил Александрович (фон) Менгден (18 февраля [1 марта] 1781 — 15 [27] октября 1855) — генерал-майор русской императорской армии, участник войн с Наполеоном.
Сын подполковника Александра Петровича Менгдена и княжны Феодосии Николаевны Козловской (ум. 1827), фабрикантши. Владелец льноткацкой фабрики столового белья в имении Никольское Костромской губернии (ныне д. Сошники Вичугского района Ивановской области).

## Служба в армии
Даты по старому стилю.
- 12 января 1801 г. — вступил в службу юнкером в Коллегию иностранных дел.
- 12 декабря 1801 г. — переведён портупей-юнкером в лейб-гвардии Егерский полк.
- Участник войн 1805 г. (Аустерлиц) и 1806—1807 гг., дважды ранен и награждён орденом Св. Владимира 4 степени с бантом, подпоручик — 18.5.1806, поручик — 14.11.1806, штабс-капитан — 11.12.1807, капитан — 12.2. 1810.
- 10 октября 1811 г. — переведён в лейб-гвардии Финляндский полк, 13 октября 1811 г. — полковник.
- 2 сентября 1812 г. — взят французами в плен в Москве, где находился по болезни (тиф). Этапирован во Францию, жил вместе с дворовым поваром Кондратом в местечке Дре, в Бретани. Из Франции возвратился в 1814 г. после взятия в Парижа русскими войсками.
- 30 августа 1816 г. получил звание генерал-майора с назначением состоять при начальнике 7-й пехотной дивизии.
- 11 сентября 1816 г. — командир 3-й бригады 25-й пехотной дивизии.
- 18 февраля 1819 г. — командир 1-й сводной пионерной бригады.
- 3 июля 1820 г. — командир 1-й бригады 18-й пехотной дивизии.
- 6 марта 1823 г. — уволен от службы.
- 18 марта 1825 г. — вновь определён на службу с назначением состоять при начальнике 2-й пехотной дивизии.
- 6 декабря 1827 г. — назначен состоять при начальнике 3-й пехотной дивизии.
- 5 января 1828 г. — уволен в отставку.

## Связи с декабристами
Фон-Менгден был тесно связан с декабристами. Декабристами были двоюродные братья Михаила Александровича — Павел и Пётр Колошины. А одним из полковых командиров в его дивизии был сам Пестель (организатор Южного общества декабристов), который часто бывал в доме генерала и, не скрывая, говорил, что «что со временем в России он будет диктатором».
По показанию С. Г. Волконского, Менгден, со слов П. И. Пестеля, — член Южного общества; Пестель это показание отверг. Следственный комитет оставил это без внимания.

## Фабрика в Никольском
В Никольском Костромской губернии (родовом имении фон-Менгденов) в самом начале XIX века была основана льноткацкая фабрика столового белья. Вырабатывала она первоначально только салфетки, без машин, из домашней пряжи и более для собственного употребления. В 1827 году, после смерти княжны Козловской, матери генерала фон-Менгдена, фабрика была остановлена и открыта вновь уже в 1830 году, когда это дело взяла в свои руки жена генерала, 30-летняя баронесса Амалия. Она управляла фабрикой более 30 лет (до самой своей смерти в 1864 году, после чего фабрика закрылась) и превратила её в известное всей России предприятие, благодаря превосходному качеству её изделий (узорчатых салфеток, скатертей и полотенец). Продукция фабрики реализовывалась, преимущественно, в столицах (Москве и Петербурге) и шла на экспорт в Европу (через Ригу, где в 1834 году было создано складское депо). Изделия фабрики неоднократно получали награды на разных выставках.

## Семья
В браке с баронессой Амалией Фёлькерзам (1799—1864) имел трёх сыновей и дочь:
- Александр (27.4.1819, Рига — 22.11.1903, Дрезден), дипломат, тайный советник.
- Николай (1822—1888), правовед, «первый русский турист в Бразилии»[2]
- Владимир (1825—1910), член Государственного совета, прототип Каренина[3] из романа «Анна Каренина» Льва Толстого.
- Дочь — Мария (1828—1902), была замужем за графом Дмитрием Иануарьевичем Толстым.